# Confirmation
Pour les articles homonymes, voir Confirmation (homonymie).
 (avril 2016).

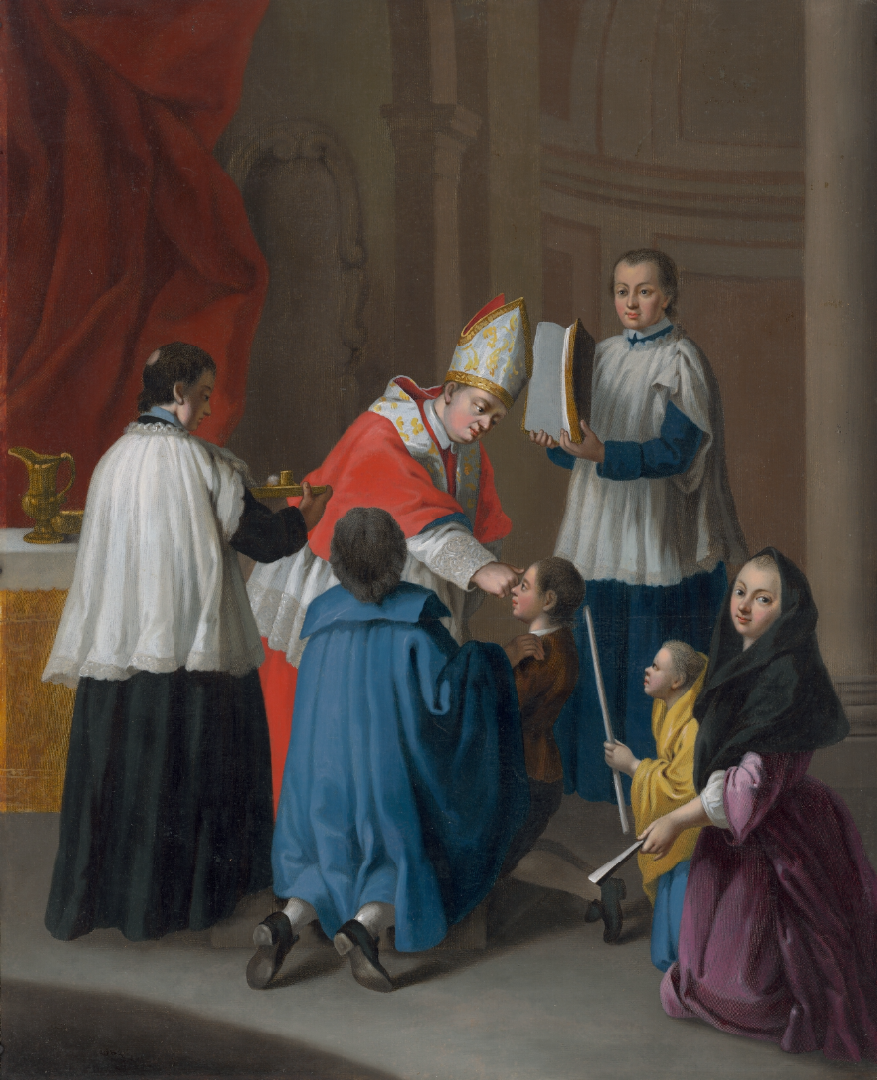
Confirmationis Sacramentum, par Pietro Longhi.

La confirmation (du latin confirmatio, action de consolider, d'étayer, d'affermir, encouragements, affirmation) est un sacrement de l'initiation chrétienne dans l'Église catholique et l'Église orthodoxe (plutôt appelée chrismation). 
La confirmation protestante, pratiquée notamment dans les Églises réformées (y compris presbytériennes et congrégationnalistes), luthériennes ou méthodistes, n'y est pas considérée comme un  sacrement mais comme un simple rappel du baptême lors du passage d'un enfant à l'âge considéré comme adulte au sein de la communauté, c'est-à-dire à la fin de son instruction religieuse (vers 15 ans). Cette cérémonie n’a pas lieu chez les chrétiens évangéliques qui pratiquent uniquement le baptême du croyant comme profession de foi,.
Certaines églises parlent du Saint-Scellé.

## Origines
Jean le Baptiste puis Jésus ont promis un baptême dans l'Esprit. Les Actes des Apôtres évoquent Pierre annonçant après la Pentecôte à ceux qui se convertissaient qu'ils recevraient le baptême et les dons de l'Esprit (Actes 2, 38).  
Au cours des premiers siècles, le baptême proprement dit et le don de l'Esprit saint semblent avoir été conférés successivement. Tertullien (160-220) et la Tradition apostolique parlent du bain baptismal par triple immersion et d'onction avec de l'huile consacrée selon l'usage antique, puis d'une imposition des mains en invoquant l'Esprit saint. Hippolyte de Rome parle d'une double onction post-baptismale, la première donnée par un prêtre, et la seconde par l'évêque. Origène fait référence à cette association des deux rites, disant : « Nous sommes baptisés avec l'eau visible et avec du chrême visible, selon la tradition de l'Église ». Par la suite, Ambroise de Milan et Cyrille de Jérusalem vont dans le même sens.

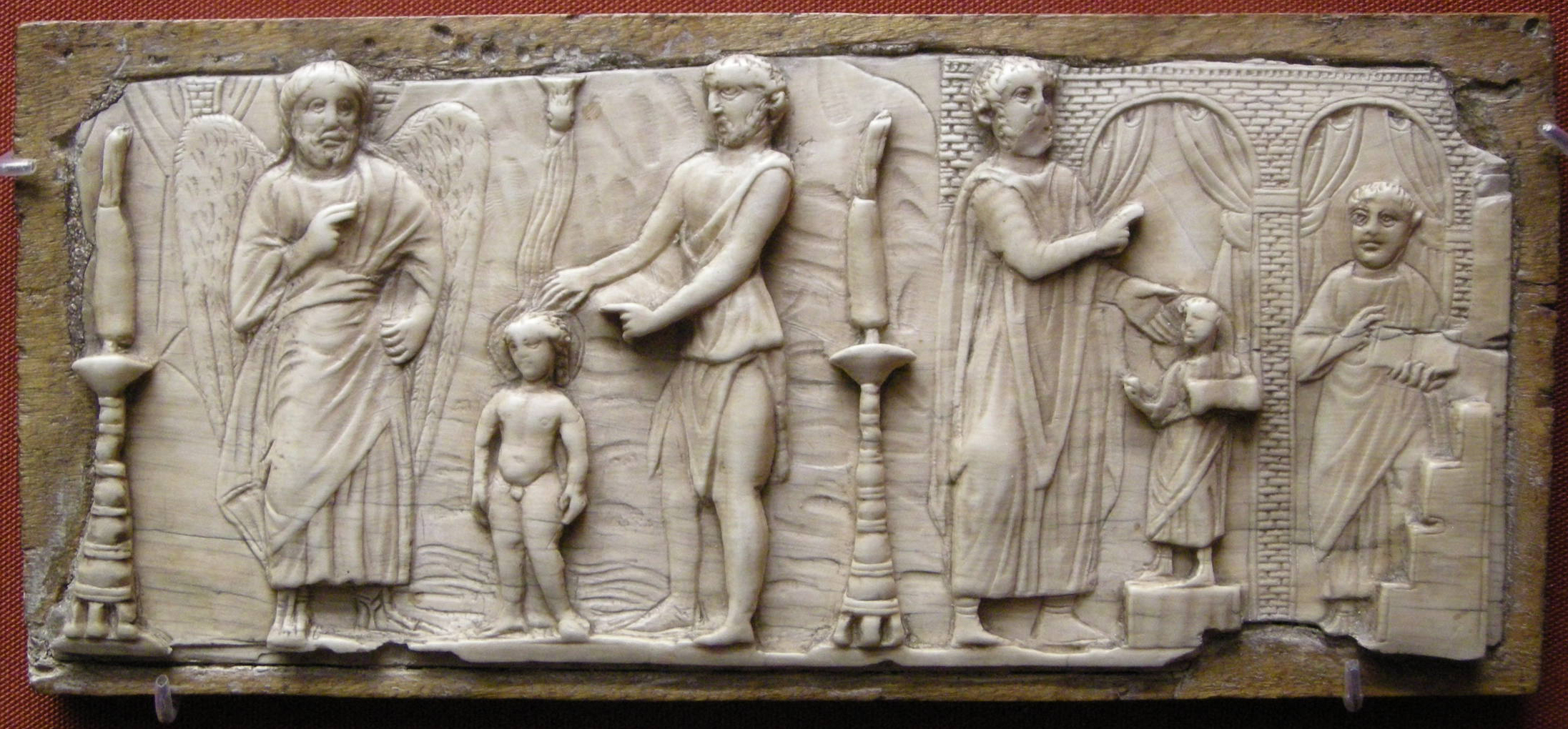
Le baptême et la confirmation, bas-relief d'Italie du Nord,.

Dans le christianisme primitif, le baptême et la confirmation ne formaient qu'une seule célébration lors de la veillée pascale. Avec l'expansion du christianisme, les évêques ne pouvaient plus célébrer toutes les messes de Pâques ni baptiser tous les catéchumènes qui étaient devenus trop nombreux et se trouvaient à des endroits trop éloignés. Par ailleurs, la mortalité infantile élevée poussait les gens à baptiser leurs enfants tôt et à n'importe quel moment de l'année. Il s'est alors posé une question essentielle pour le sacrement du baptême : devait-on continuer à baptiser en donnant les deux onctions baptismales à la fois et renoncer au lien avec l'évêque qui, traditionnellement, faisait la deuxième onction ? Ou bien fallait-il que l'évêque continue à donner ladite deuxième onction et que l'unique sacrement devienne deux sacrements complémentaires ?
Selon les théologiens des sacrements comme Ngalula Tumba : « Le prêtre faisait la première onction (dite pré-baptismale) et le bain de baptême, et laissait la deuxième (dite post-baptismale), au cours de la même célébration, à l’évêque. Plus les communautés ecclésiales devenaient nombreuses, moins l’évêque pouvait être présent à tous les rites d’initiation chrétienne, tant il est vrai qu’ils se déroulaient pendant la veillée pascale. L’évêque ne pouvant donc pas être à toutes les veillées pascales des communautés sous sa juridiction, l’onction post-baptismale se sépara de la première et du bain et fut remise à la visite (pastorale) de l’évêque et prenait le nom de confirmation : ceux qui étaient baptisés par les prêtres devaient être confirmés dans leur foi par l’évêque (une sorte de perfection du baptême, cf. le concile de Riez, can. 3–4) ; devenus matures, ils peuvent alors aller en mission et témoigner du Christ. On trouve ainsi l’acquisition de cette discipline en Occident dès le pape Innocent Ier qui, en 416 dans la lettre à Docentius, évêque de Gubbio en Italie, reconnaît aux prêtres le droit de baptiser, mais aux seuls évêques celui de confirmer, de consigner ».

## La confirmation dans l'Église catholique
Le pape Paul VI a enseigné dans sa constitution apostolique Divinae consortium naturae que « Les apôtres, pour accomplir la volonté du Christ, communiquèrent aux néophytes, par l'imposition des mains, le don de l'Esprit qui porte à son achèvement la grâce du baptême. C'est pourquoi, dans l'Épître aux Hébreux prend place, parmi les éléments de la première instruction chrétienne la doctrine sur les baptêmes et l'imposition des mains qui est reconnue par la tradition catholique comme l'origine du  sacrement de la confirmation qui perpétue dans l'Église la grâce de la Pentecôte ».
La confirmation est le sacrement consistant à oindre d'huile sainte une personne baptisée afin qu'elle reçoive le don du Saint-Esprit. Alors que, par le baptême, le baptisé meurt et ressuscite avec le Christ, le confirmé est empli du Saint-Esprit comme l'ont été les Apôtres le jour de la Pentecôte avec Marie. En tant que telle, la confirmation confirme l'appartenance du baptisé à l'Église comme communion dans le même Saint-Esprit. Le baptême et la confirmation sont intimement liés : la confirmation est en quelque sorte l'achèvement du baptême.

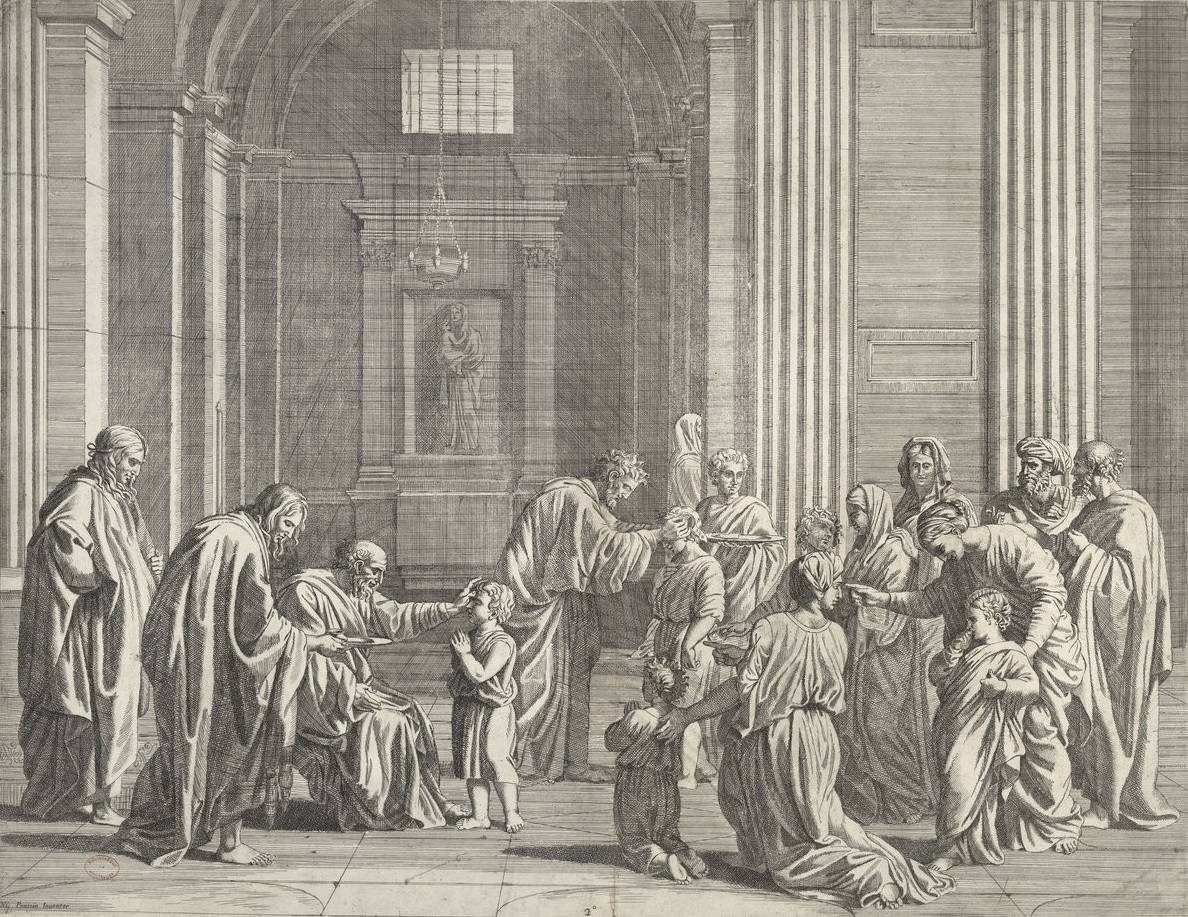
Sacramentum Confirmationis (La Confirmation), gravure de Jean Dughet, d'après Nicolas Poussin.

Dans le rite latin, le sacrement de confirmation est conféré par l'onction sur le front du saint chrême d'un baptisé. Elle est réalisée par un évêque, lequel peut concéder sa fonction à un prêtre, en imposant les mains assortie de la parole : « Sois marqué de l'esprit Saint, le don de Dieu ». Dans les Églises orientales, l'onction du myron se fait après une prière à l'Esprit Saint sur le front, les yeux, le nez, les oreilles, les lèvres, la poitrine, le dos, les mains et les pieds, chaque onction accomplie étant accompagnée de la parole : « Sceau du don qui est l'Esprit Saint ».
Au sein des Églises catholiques orientales, et conformément à l'ancienne tradition, le prêtre, dans une seule et même célébration, baptise et confère immédiatement la confirmation avec l'onction du saint chrême consacré par l'évêque. En revanche, dans l'Église latine, les deux onctions sont donnés à deux moments différents : l'une au baptême par le prêtre, l'autre souvent plusieurs années après, à la confirmation par l'évêque. En revanche, le Code de Droit Canon stipule actuellement que, quand un adulte est baptisé, il reçoit immédiatement la confirmation (canon 866). 
Pour l'Église catholique, le baptême, la confirmation et l'eucharistie constituent les sacrements de l'initiation chrétienne. Comme le baptême, la confirmation qui n'est donnée qu'une seule fois, donne l'effusion plénière de l'Esprit en imprimant un caractère indélébile qui perfectionne le sacerdoce commun des fidèles et les prépare à confesser publiquement la foi, constituant ainsi l'entrée dans la vie active de chrétien du baptisé.  
Le sacrement de la confirmation est ordinairement donné par l'évêque ou, dans le cas où cela n'est pas possible, par un prêtre délégué par l'évêque. Après avoir étendu les mains sur les confirmands (ceux qui vont recevoir la confirmation), l'évêque (ou le prêtre) les oint du Saint-Chrême. Il énonce les paroles : « Sois marqué de l'Esprit-Saint, le don de Dieu ».
Avant la réforme liturgique de 1971, la forme du sacrement de confirmation est : « Je te marque du signe de la Croix et je te confirme avec le chrême du salut, au nom du Père et du Fils et du Saint-Esprit. Ainsi soit-il ». L’évêque donne immédiatement après avoir conféré le sacrement un léger soufflet sur la joue du confirmé en disant : « La paix soit avec toi ». C’est afin que le confirmé sache qu’il doit être prêt à souffrir toute sorte d’affront et de peine pour la foi de Jésus-Christ. 
Comme pour le baptême, un parrain ou une marraine accompagne dans la mesure du possible celui qui reçoit la confirmation. Il n'est pas obligatoire que ce soit la même personne que pour le baptême.
Jusque dans les années 1980, la confirmation en France était donnée obligatoirement un ou deux ans après la première communion et un ou deux ans avant la communion solennelle (ou profession de foi). Un texte voté par les évêques de France en 1986 et confirmé par Rome en 1989 retarde désormais l'âge de réception de ce sacrement et précise qu'à « la décision de chaque évêque pour son diocèse, l'âge de la confirmation pourra se situer dans la période de l'adolescence, c'est-à-dire de 12 à 18 ans ». Cette orientation est très majoritairement suivie dans les diocèses de France et cela a entraîné une chute rapide du nombre de confirmands.[réf. nécessaire]

## La confirmation dans le protestantisme

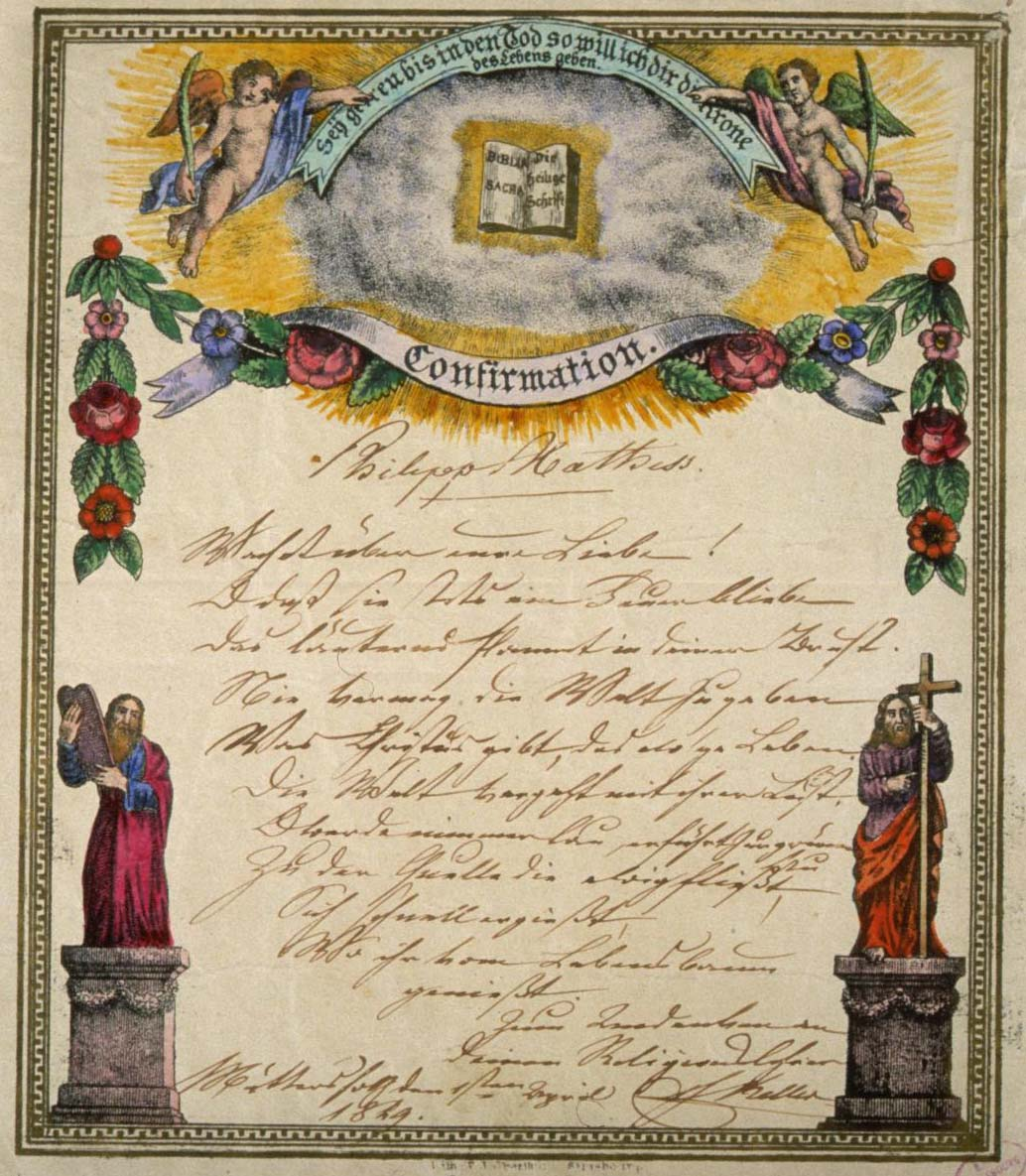
Souvenir de confirmation de Philipp Mathis (1849). – Coll. BNUS.

La confirmation protestante est la cérémonie qui conclut l’éducation religieuse des catéchumènes, en général des adolescents, dans les Églises de la Réforme. Elle est assez proche de la profession de foi célébrée chez les catholiques, cependant elle n'est pas un sacrement. Elle confirme, comme son nom l’indique, les vœux du baptême et elle marque l’admission du confirmand à la cène et son passage à une vie de foi adulte.
Les usages et rites de confirmation ont varié au cours du temps. Elle prend place actuellement au cours d'un culte dominical (souvent à la Pentecôte) au cours duquel chaque confirmand est appelé à prendre un engagement devant la communauté. La liturgie comporte en général une bénédiction par imposition des mains du pasteur. Par ailleurs, la confirmation marquait souvent l'admission du jeune à la Sainte Cène mais la communion des enfants est maintenant admise dans de nombreuses églises.

## La chrismation dans l'Église orthodoxe
L'Église orthodoxe a privilégié l'unité du sacrement du baptême comme seul sacrement de l'initiation chrétienne qui comporte les deux onctions baptismales (qui en Occident sont distincts : baptême et confirmation) ainsi que l'Eucharistie. À la différence des Églises occidentales (c'est-à-dire de l'Église catholique et l'Église anglicane), où la confirmation est réservée à ceux qui ont atteint « l'âge de raison », la chrismation dans l'Église orthodoxe est normalement administrée aux enfants immédiatement après le baptême et immédiatement (ou, du moins, peu de temps) avant sa réception dans la Sainte Communion.
La chrismation consiste à oindre le nouveau chrétien avec le Saint chrême qui est une huile sainte (en grec, appelé myron). Le myron  est un « mélange de quarante huiles essentielles et d'huile d'olive » (Gialopsos, 35) consacré par l'évêque. Le chrétien est oint par un signe de croix avec cette huile sur son front, ses yeux, ses narines, ses lèvres, ses oreilles, sa poitrine, ses mains et ses pieds. Chaque fois, le prêtre administrant le sacrement dit, « Le sceau du don de l'Esprit Saint ».
Le sacrement de la chrismation est une extension du jour de Pentecôte, lorsque le Saint Esprit est descendu sur les Apôtres. C'est par la chrismation qu'une personne devient un membre du laos, le peuple de Dieu. L'évêque orthodoxe Kallistos (Ware) de Diokleia explique :
« À travers la chrismation, tout membre de l'Église devient un prophète, et reçoit une part de la royale prêtrise du Christ ; de même tous les chrétiens, parce qu'ils sont chrismés, sont appelés à agir comme témoins conscients de la Vérité. « Vous avez reçu l'onction (chrisma) de la part de Celui qui est Saint, et vous connaissez toutes choses » (I Jean 2:20).
Bien qu'elle soit normalement administrée conjointement au baptême, dans certains cas la chrismation seule peut être donnée afin de recevoir les nouveaux convertis à l'orthodoxie. Bien que les pratiques à ce sujet varient, en général (spécialement en Amérique du Nord) si un nouveau converti vient à l'orthodoxie à partir d'une autre confession chrétienne pratiquant le baptême par immersion selon la formule trinitaire (« au nom du Père, du Fils et du Saint Esprit »), il (ou elle) est reçu dans l'Église orthodoxe à travers le sacrement de chrismation, après lequel il recevra la Sainte Eucharistie. Si, néanmoins, le converti vient d'une confession chrétienne qui baptise au nom de « Jésus seulement » (comme dans certaines Églises pentecôtistes) ou d'une de celles qui ne pratiquent pas le baptême du tout (comme les quakers), le baptême est nécessaire avant la chrismation.

### Sur la confirmation dans l'Église catholique
- Jean-Philippe Revel, Traité des sacrements, II. La confirmation, Éditions du Cerf, 2006.
- Michaël Gasperoni (dir.) et Vincent Gourdon (dir.), Le Sacrement oublié : histoire de la confirmation (XVIe – XXe siècles), Tours, Presses Universitaires François-Rabelais, coll. « Perspectives historiques », 2022  (ISBN 978-2-86906-889-6).

### Sur la chrismation dans l'Église orthodoxe
- Timothy Ware, L'orthodoxie : l'Église des sept Conciles, Desclée de Brouwer, Paris, 1997,  (ISBN 2-220-04022-4) (2e éd., 1re éd. en français en 1968).